# Drasteriodes elongata
Drasteriodes elongata là một loài bướm đêm trong họ Noctuidae.